# Aiq beker
Aiq beker är en kabbalistisk metod för nummeranalys, även kallad "De nio kamrarnas Kabbala" och teosofisk reduktion.
Aiq beker bygger på de hebreiska bokstävernas numeriska värden. Inom Aiq beker gäller att Alef (som har värdet 1), Yod (som har värdet 10) och Qof (som har värdet 100) alla är lika med 1; Bet (2), Kaf (20) och Resh (200) är alla lika med 2; Gimel (3), Lamed (30) och Shin (300) är alla lika med 3, och så vidare genom hela alfabetet fram till Tet (9), Tsadi (90) och Tsadi som slutbokstav (900), som alla är lika med 9. Var och en av dessa grupper av nummer är en "kammare" och ordet Aiq beker - som inte har någon egentlig betydelse - är helt enkelt vad som händer när en person som talar hebreiska uttalar bokstäverna i de två första kamrarna, AIQ BKR. Förutom att det används som ett verktyg för gematri har Aiq beker också använts som grund för chiffer och annan hemlig kommunikation.